# Saint-Denis-sur-Sarthon
Saint-Denis-sur-Sarthon là một xã trong tỉnh Orne, vùng Normandie tây bắc nước Pháp. Xã Saint-Denis-sur-Sarthon nằm ở khu vực có độ cao trung bình 203 mét trên mực nước biển.